# پادشاهی (فیلم)
پادشاهی (انگلیسی: The Kingdom) فیلمی در ژانر اکشن به کارگردانی پیتر برگ است که در سال ۲۰۰۷ منتشر شد. فیلم دورادور بر اساس روایت بمب‌گذاری برج‌های خبر و بمب‌گذاری‌های چهار مجتمع در ریاض به سال ۲۰۰۳ می‌باشد. فیلم در ایالات متحده به تاریخ ۲۸ دسامبر ۲۰۰۷ اکران شد.

## بازیگران
- جیمی فاکس
- کریس کوپر
- جنیفر گارنر
- اشرف برهوم
- جیسون بیتمن
- کایل چندلر
- ریچارد جنکینز
- جرمی پیون
- فرانسیس فیشر
- دنی هوستون
- اشلی اسکات
- مینکا کلی
- پیتر برگ
- انا دیویر اسمیت
- کلی اوکوین
- عمر بردونی